# Феодотьевская икона Божией Матери
Феодотьевская икона Божией Матери — икона Богородицы, найденная в 1483 или в 1487 году в рязанских пределах, в пустом месте, называемом Старое, близ села Феодотьева (совр. Федотьево Спасского района Рязанской области), поэтому и названа Феодотьевской.
По другим данным она принесена на Рязанскую землю епископом Евфросином Святогорцем, и возможно была написана на Святой Горе Афон или на Балканах. Самая древняя рязанская икона.
По преданию, так как от иконы стали происходить исцеления, то по повелению рязанского князя, икона была перенесена в Рязань и поставлена с подобающей честью в Успенском соборе. В 1611 году, по указу рязанского архиепископа Феодорита, с иконы был снят список и послан в село Феодотьево.
Празднование иконе, почитаемой чудотворной, установлено в память избавления Рязани от нашествия в 1618 году запорожских казаков помощью и заступлением Пресвятой Богородицы. Дата празднования — 2 (15) июля.
В настоящее время древняя икона находится в епархиальном музее «Древлехранилище» в Архангельском соборе Кремля в Рязани.
Один из списков находится в селе Федотьево Спасского района Рязанской области, другой – в Рязанском кафедральном Борисоглебском соборе. Также список с иконы имеется в Спасо-Преображенском монастыре Рязани.